# Pterobryella rigida
Pterobryella rigida là một loài Rêu trong họ Pterobryaceae. Loài này được (Mitt.) Touw miêu tả khoa học đầu tiên năm 1971.